# Erbajolo
Erbajolo est une commune française située dans la circonscription départementale de la Haute-Corse et le territoire de la collectivité de Corse. Elle appartient à l'ancienne piève de Rogna.

## Géographie

### Situation
Erbajolo est une commune de la piève de Rogna, qui était constituée de villages en corniche sur les deux rives de la basse vallée du Tavignano. Elle en constitue l'extrémité septentrionale. Située en rive gauche du Tavignano, la commune jouxte la piève de Bozio dont elle ne fait cependant pas partie et est située en limite du Parc naturel régional de Corse. Elle fait partie des 24 communes composant le canton de Bustanico et appartenait jusqu'en 1973 au canton de Piedicorte-di-Gaggio.

### Géologie et relief
La commune occupe :

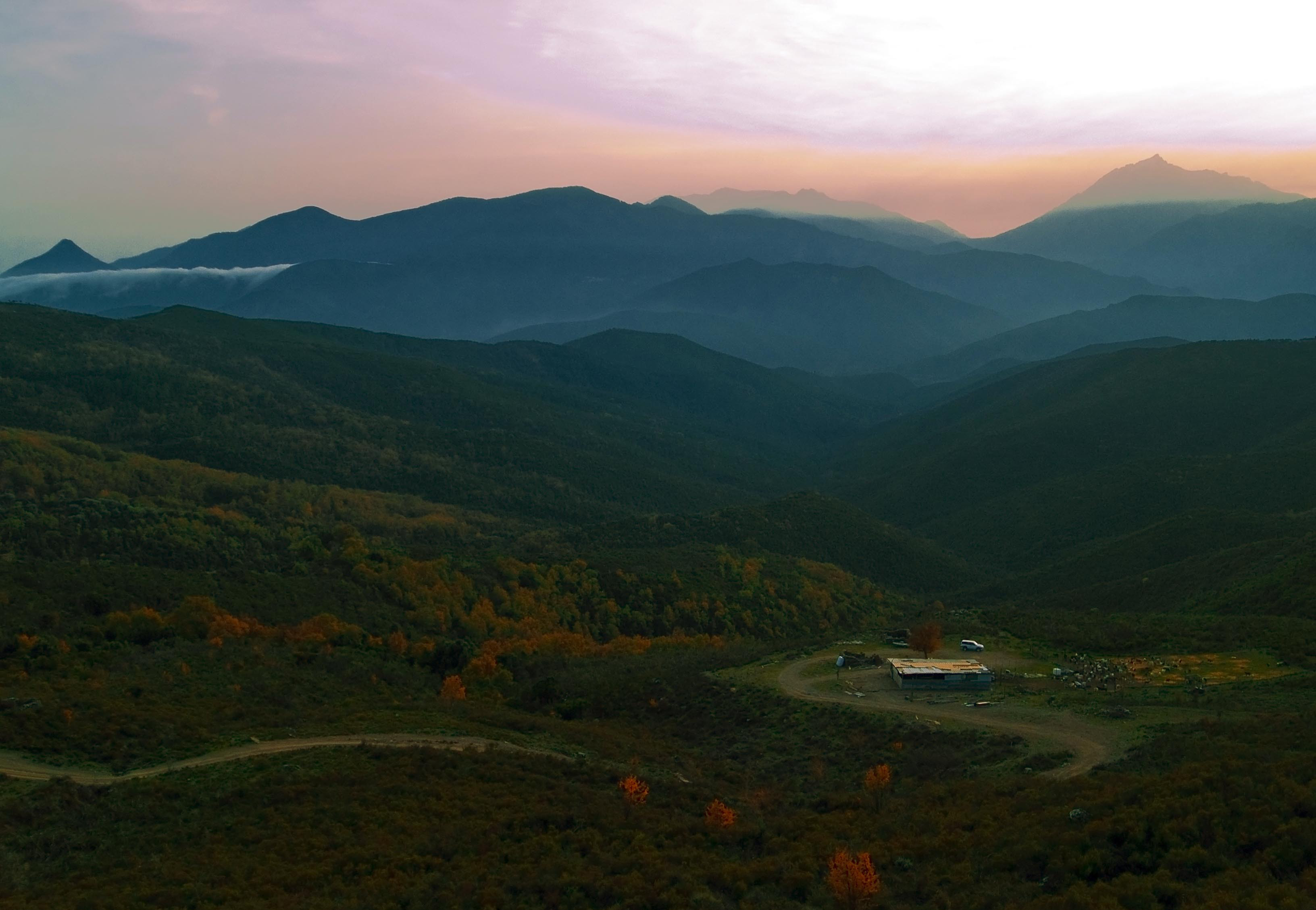
Vue sur la vallée du Tavignano depuis les environs du village. Au fond à droite, le Monte d'Oro.

- à l'ouest tout le bassin versant du ruisseau de Saninco et le vallon du ruisseau de Cannicciole.
- à l'est la partie haute du versant occidental du ruisseau de Limone,

tous trois affluents rive gauche du Tavignano.
Limites territoriales
Elles peuvent se définir ainsi :
- au nord, de la Punta alla Fava (747 m) part à l'est une ligne de crête passant par le pylône des Télécommunications jusqu'à une borne à 931 m culmen communal « à cheval » sur Erbajolo et Sant'Andrea-di-Bozio ;
- à l'est, depuis la borne, la démarcation descend une arête de montagne jusqu'au lit du ruisseau de Ferlacce, suit son cours sur environ 500 m, puis longe les flancs orientaux de la ligne de crête séparant les vallons du Saninco et du Limone, puis la ligne de crête séparant les vallons du Cannicciole et du Limone. (Le ruisseau de Ferlacce prend en aval le nom de ruisseau de Spundone avant de porter celui de ruisseau de Limone) ;
- au sud, les limites sont marquées par le cours du Tavignano, depuis le lieu-dit Lutriani (Altiani) jusqu'à hauteur de l'ancien champ de course de Torbia (Venaco) ;
- à l'ouest, la ligne remonte du Tavignano vers Punta alla Fava, passant par punta di Scoppa (489 m), punta di Pirello (517 m), remontant régulièrement sur la pointe San Salvador (650 m) et la crête de Buona Notte.

À l'ouest, au nord et à l'est (jusqu'au ruisseau de Ferlacce), ses limites sont aussi celles du parc naturel régional de Corse.

### Hydrographie
Le Tavignano longe le territoire communal dans sa partie la plus basse, au sud-ouest, sur près de 3,3 km. Sur ce parcours, il est alimenté par le ruisseau de Saninco qui est le principal cours d'eau d'Erbajolo et dont le bassin versant occupe la majeure partie du territoire, et par le ruisseau de Cannicciole de plus faible importance. Tous deux prennent naissance sur la commune et confluent avec le Tavignano.

### Climat et végétation
Hormis les hauteurs ceinturant la commune qui sont dans l'ensemble dénudées, -ce qui est visible lorsqu'on emprunte en direction de Corte la route D14 qui longe la ligne de crête au nord de la commune, tout le territoire est revêtu d'une couverture végétale dense, composée de forêts de chênes verts, de chênes-lièges et de châtaigniers, avec un sous-bois haut et épais. La partie basse, celle qui décline du village jusqu'au lit du Tavignano, présente un sol souvent dénudé montrant les plissements schisteux, rocailleux, couvert d'une maigre végétation, un maquis clairsemé avec quelques chênes-lièges. En début d'été, les genêts d'Espagne apportent des touches jaunes au maquis, en bordure des routes mais aussi sur les hauteurs. Plus rase, l'immortelle d'Italie fleurit peu après, en début juillet. Puis ce maquis devient marron, desséché, présentant un grand risque d'incendie.

### Voies d'accès et transports

#### Accès routiers
Le village est situé à 20 km de Corte en suivant la D14. Il est également accessible par les villages d'Arbitro, de Focicchia ou de Sant'Andrea-di-Bozio toujours par la D 14.
Le village est distant, par route, de :
- 72 km de l'aéroport de Bastia Poretta,
- 87 km du port de commerce de Bastia,
- 20 km de la gare la plus proche, celle de Corte,
- 18 km de Sermano, chef-lieu de canton,
- 13 km de Piedicorte-di-Gaggio,
- 21 km de Corte,
- 40 km de Cateraggio, dans la Plaine orientale.

#### Transports
Il n'existe  aucun transport en commun de voyageurs traversant la commune. La gare la plus proche est celle de Corte à 20 km, l'aéroport celui de Bastia-Poretta est à 72 km et le port, celui de commerce de Bastia, à 89 km.

## Urbanisme

### Typologie
Au 1er janvier 2024, Erbajolo est catégorisée commune rurale à habitat dispersé, selon la nouvelle grille communale de densité à sept niveaux définie par l'Insee en 2022.
Elle est située hors unité urbaine. Par ailleurs la commune fait partie de l'aire d'attraction de Corte, dont elle est une commune de la couronne,. Cette aire, qui regroupe 34 communes, est catégorisée dans les aires de moins de 50 000 habitants,.

### Occupation des sols
L'occupation des sols de la commune, telle qu'elle ressort de la base de données européenne d’occupation biophysique des sols Corine Land Cover (CLC), est marquée par l'importance des forêts et milieux semi-naturels (98,4 % en 2018), une proportion identique à celle de 1990 (98,4 %). La répartition détaillée en 2018 est la suivante : 
milieux à végétation arbustive et/ou herbacée (53,9 %), forêts (44,5 %), zones urbanisées (1,6 %). L'évolution de l’occupation des sols de la commune et de ses infrastructures peut être observée sur les différentes représentations cartographiques du territoire : la carte de Cassini (XVIIIe siècle), la carte d'état-major (1820-1866) et les cartes ou photos aériennes de l'IGN pour la période actuelle (1950 à aujourd'hui).

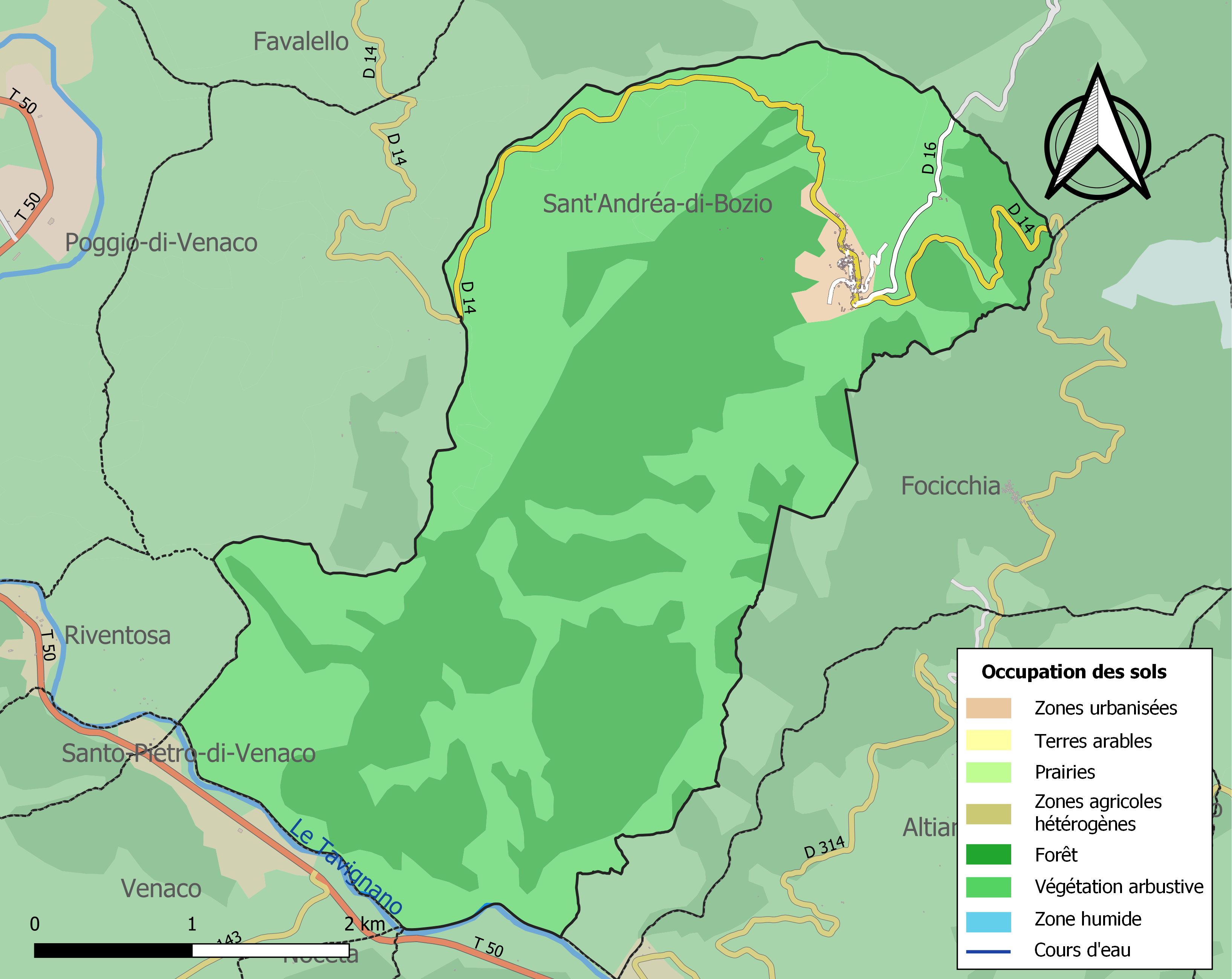
Carte des infrastructures et de l'occupation des sols de la commune en 2018 (CLC).
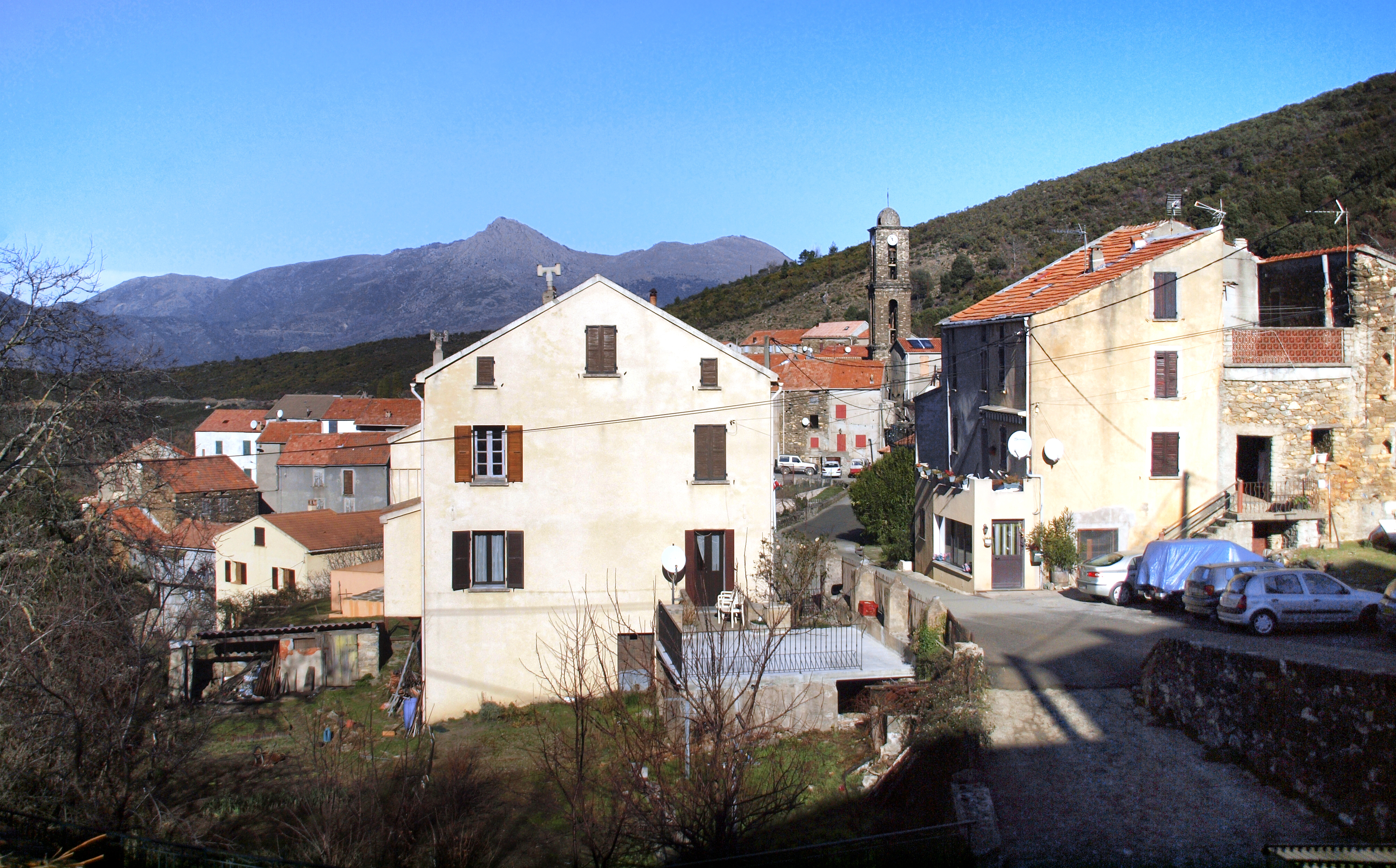
Le centre du village.

## Toponymie
Le nom corse de la commune est Erbaghjolu /ɛrbaˈɟolu/. Ses habitants sont les Erbaghjulacci.

## Histoire
Le territoire d'Erbaghjulu a connu une occupation dès le Néolithique final, entre 2800 et 2300 avant notre ère, dans la zone la plus accessible depuis la baie de Lozari. Une fouille conduite par l'INRAP au début de l'été 2020 a permis de découvrir des pointes de flèches en rhyolite, une roche volcanique du Nord de l'île en obsidienne (importée de Sardaigne ?), de la céramique, des fusaïoles en terre-cuite, des roches dans lesquelles on a pu fabriquer meules ou broyons ; il y avait également des restes ostéologiques de faune.
La même opération a pu mettre en évidence une implantation romaine qui a perduré de la fin de la République à la fin du IIIe siècle, avec ce qui pourrait s'apparenter à une exploitation viticole.
Le village d'Erbajolo faisait partie de la piève de Rogna, dont le chef-lieu était Piedicorte-di-Gaggio.

### Moyen Âge
Dans le Haut Moyen Age existait la communauté de Cherbinaghiola aussi appelée Cherchiglioni, dont les ruines se dressent encore sur une colline à environ 500 mètres d’altitude, au sud-ouest de l'actuel village.

### Temps modernes
Trois lieux habités se sont succédé : Cherbinaghiola qui existait durant le Haut Moyen Âge, Casella (A Casella en corse) avec sa chapelle Saint-Joseph datant du XVe siècle, abandonnés depuis 1945 à la suite d'un incendie particulièrement ravageur, tous deux ruinés de nos jours, et l'actuel village d'Erbajolo.
Comme en témoigne la Petra a u Moru, les environs du village furent le siège d'une bataille remportée par les Corses face aux Maures. Les soldats corses auraient alors décapité le chef maure. Certains considèrent cet épisode comme les prémices du drapeau insulaire.
Vers 1520, la piève de Rogna comptait environ 4 250 habitants et avait pour lieux habités Vivario (li Gati, le Murachiole, Arche), Herbajolo, la Valle di Sera, la Fosigia, la Lamella, Altiani, lo Petragio, lo Pè di la Corte, lo Lunello, Porra, lo Piano Buono, la Petra Serena, Santa Maria de Talsini, Corte, Omessa, Santa Lutia, Tralunca, lo Soarello, Castirla.

### Époque contemporaine
En 1954, le canton de Piedicorte-di-Gaggio était composé avec les communes d'Altiani, Erbajolo qui comptait alors 186 habitants, Focicchia, Giuncaggio, Pancheraccia, Piedicorte-di-Gaggio et Pietraserena.
1971-1973, de nouveaux cantons sont créés dont le canton de Bustanico créé avec la fusion imposée des anciens cantons de Piedicorte-di-Gaggio, San Lurenzo et Sermano.

## Politique et administration
| Période                                  | Période  | Identité             | Étiquette | Qualité |
| ---------------------------------------- | -------- | -------------------- | --------- | ------- |
| Les données manquantes sont à compléter. |          |                      |           |         |
| avant 1988                               | ?        | Aurèle Prosperini    | DVG       |         |
| mars 2008                                | 2014     | Jean-Marie Venturini |           |         |
| mars 2014                                | En cours | Mathieu Mariani      | DVG       | Ouvrier |

## Population et société

### Démographie
L'évolution du nombre d'habitants est connue à travers les recensements de la population effectués dans la commune depuis 1800. Pour les communes de moins de 10 000 habitants, une enquête de recensement portant sur toute la population est réalisée tous les cinq ans, les populations de référence des années intermédiaires étant quant à elles estimées par interpolation ou extrapolation. Pour la commune, le premier recensement exhaustif entrant dans le cadre du nouveau dispositif a été réalisé en 2006.

En 2022, la commune comptait 92 habitants, en évolution de −14,81 % par rapport à 2016 (Haute-Corse : +5,15 %, France hors Mayotte : +2,11 %).
| 1800 | 1806 | 1821 | 1831 | 1836 | 1841 | 1846 | 1851 | 1861 |
| ---- | ---- | ---- | ---- | ---- | ---- | ---- | ---- | ---- |
| 360  | 178  | 396  | 429  | 468  | 463  | 447  | 501  | 500  |

| 1866 | 1872 | 1876 | 1881 | 1886 | 1891 | 1896 | 1901 | 1906 |
| ---- | ---- | ---- | ---- | ---- | ---- | ---- | ---- | ---- |
| 533  | 571  | 534  | 504  | 522  | 450  | 570  | 538  | 536  |

| 1911 | 1921 | 1926 | 1931 | 1936 | 1946 | 1954 | 1962 | 1968 |
| ---- | ---- | ---- | ---- | ---- | ---- | ---- | ---- | ---- |
| 530  | 332  | 503  | 537  | 541  | 349  | 186  | 162  | 132  |

| 1975 | 1982 | 1990 | 1999 | 2006 | 2011 | 2016 | 2021 | 2022 |
| ---- | ---- | ---- | ---- | ---- | ---- | ---- | ---- | ---- |
| 137  | 101  | 90   | 92   | 106  | 103  | 108  | 100  | 92   |

### Enseignement
- L'école primaire publique est abritée dans les bâtiments de la mairie d'Erbajolo.
- Les collège et lycée Pascal-Paoli, les plus proches, sont à Corte, soit à 21 km.

Le lycée professionnel agricole le plus proche est situé à Borgo, soit à 73 km.

### Santé
Les cabinets des médecins les plus proches sont situés à Corte, à environ 20 km. 
Les plus proches hôpitaux sont :
- le Centre hospitalier de Bastia à 85 km,
- le Centre Hospitalier Intercommunal Corte Tattone à 20 km.

Les ambulanciers les plus proches se trouvent également à Corte, de même que les masseurs kinésithérapeutes.
L'infirmière la plus proche est installée à Pietraserena, à 14 km.

### Manifestations culturelles et festivités

#### Fêtes
- Le 25 juillet est encore fêté Saint Christophe, Saint patron du village mais aussi patron des voyageurs. A lieu chaque année la bénédiction des véhicules.

### Sports

#### Randonnées

##### Sentier patrimonial d'Erbaghjolu
Signalé et expliqué par panneaux d'affichage, l'actuel sentier balisé, de 6 km en boucle, débute dans le village. Il conduit à la chapelle romane San Martinu, classée, située à mi-chemin entre Erbajolo et Casella (A Casella en corse), traverse le village abandonné et ruiné de Casella à 30 minutes de marche sur le sentier, celui de Cherchiglioni également ruiné. Au lieu-dit "A morte di u Moru", un rocher gravé d'une croix, marque le champ d'une bataille qui s'y serait déroulée, et où le chef maure (barbaresque) périt.

##### Sentier Mare a mare Nord
Un sentier de grande randonnée reliant Piedicorte-di-Gaggio au GR Mare a mare Nord à Sermano, longe la ligne de crête au nord de la commune.

## Culture locale et patrimoine

### Lieux et monuments

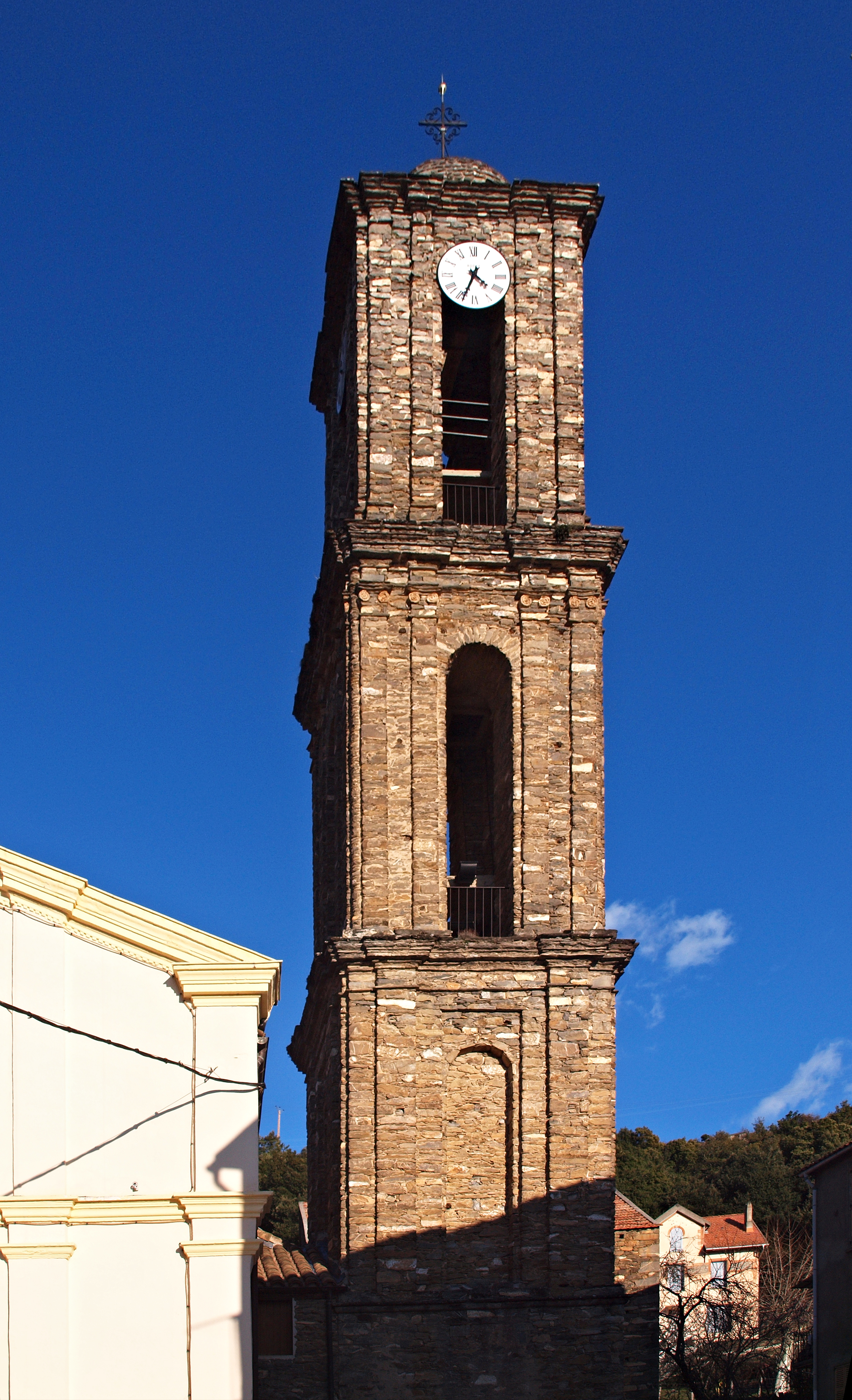
Clocher de l'église paroissiale.

#### Église paroissiale Santa-Marìa-Assunta
L'église paroissiale Santa-Marìa-Assunta, du XVIe siècle, remaniée. Elle se situe au cœur du village, sa façade antérieure donnant sur une minuscule placette orientée à l'ouest. Son clocher à trois étages, en pierres apparentes, est doté d'horloges. Il est coiffé d'une coupole recouverte de lauzes. L'édifice renferme un tableau avec cadre L'Assomption de la Vierge, œuvre attribuée à Franciscus V Caroli, classée monument historique depuis le 9 février 1995.

#### Église Saint-Martin

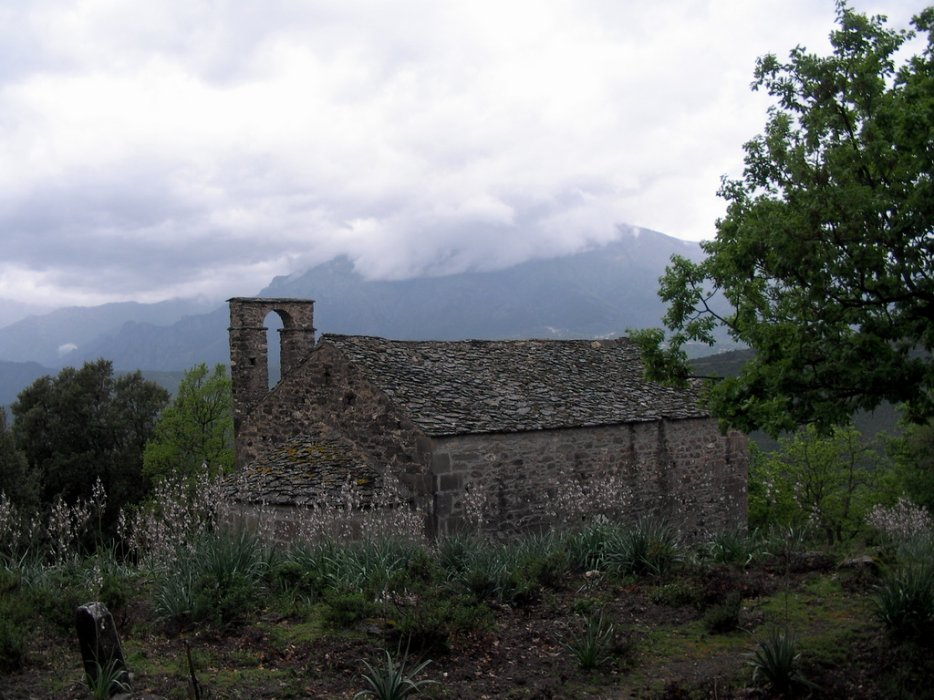
Église San Martinu.

L'église San Martinu se trouve à mi-chemin entre le village d'Erbaghjolu et les ruines de Casella (A Casella en corse). Elle est datée du XIe siècle. Propriété de la commune, elle a été classée monument historique depuis le 23 octobre 1926 pour son décor extérieur. Les images Plan et coupe longitudinale de l'édifice sont reprises dans la base Mémoire du ministère de la Culture.

#### ChapelleSaint-Christophe

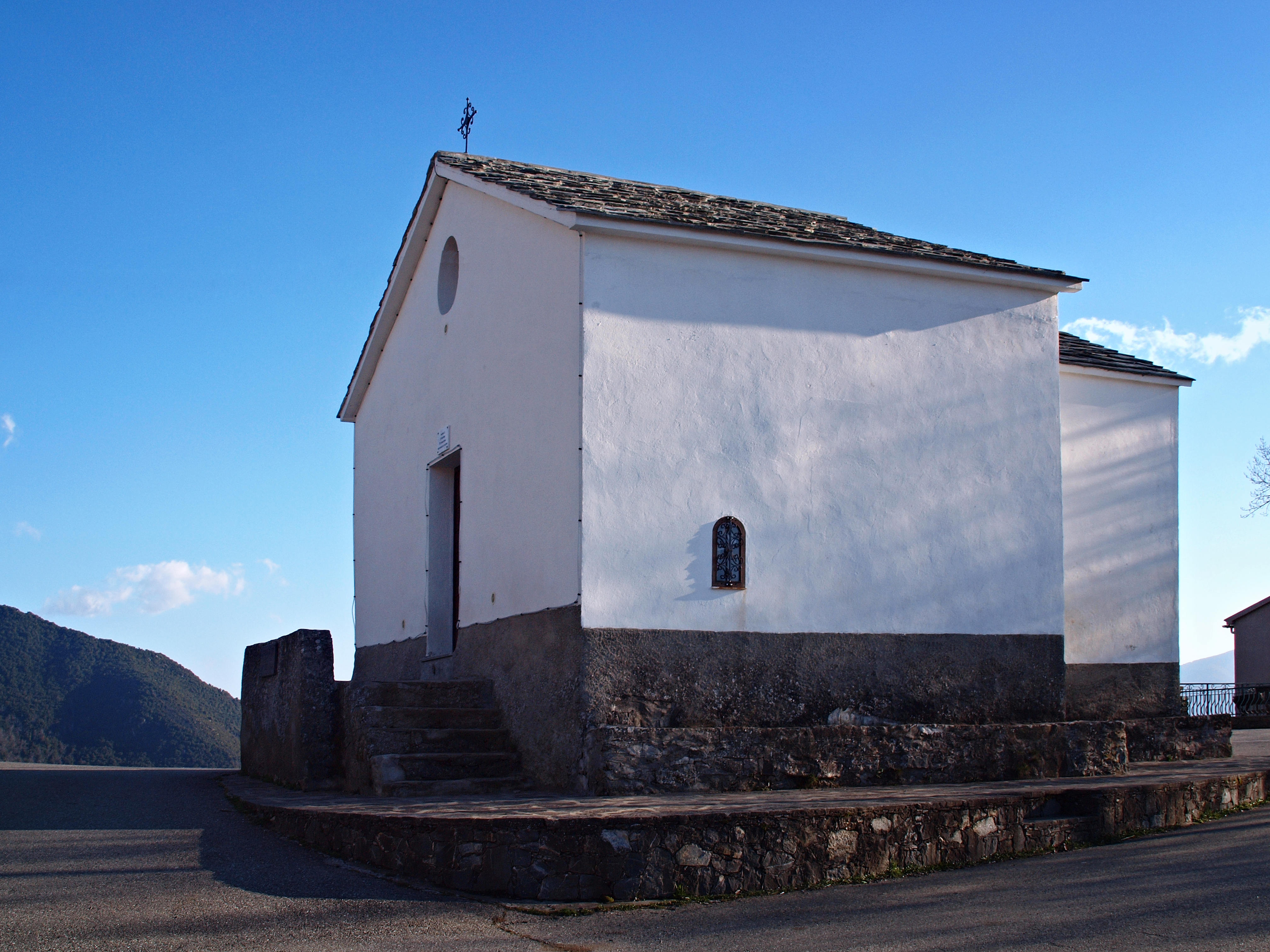
Chapelle San Cristòfalu.

La chapelle San Cristòfalu (le saint protecteur des voyageurs) se situe à la sortie du haut village, en plein milieu d'un virage en « épingle à cheveux ». Une table d'orientation au fond de l'esplanade voisine, permet d'apprécier un remarquable panorama sur la Grande Dorsale et la vallée du Tavignano.

#### Chapelle Saint-Joseph
La chapelle Saint-Joseph (San Ghjiseppu) date du XVe siècle. Elle se trouve au village ruiné de Casella (A Casella en corse), accessible à pied en une petite heure depuis le bas d'Erbaghjolu via la chapelle San Martinu.

### Patrimoine naturel

#### ZNIEFF
Basse vallée du Tavignano
Erbajolo est incluse depuis 2010 dans la zone naturelle d'intérêt écologique, faunistique et floristique appelée ZNIEFF940030033 - Basse vallée du Tavignano (2e génération) - n° régional : 00000236, d'une superficie de 200 ha qui concerne 10 communes. On y dénombre 56 espèces déterminantes (insectes, mammifères, oiseaux, reptiles, gastéropodes, poissons, planaires et monocotylédones).
La ZNIEFF s’étale le long du fleuve, depuis Aléria jusqu’au pont de Noceta sur le Vecchio. La basse vallée du Tavignano est le seul endroit de Corse où l'alose feinte se reproduit actuellement ; le fleuve abrite en outre la blennie fluviatile et de nombreux invertébrés macrobenthiques déterminants. La présence de chauves-souris (murin à oreilles échancrées et petit rhinolophe) a par ailleurs justifié la mise en place d’un site Natura 2000 sur la zone pour lequel Erbajolo n'est pas concerné.

### Patrimoine culturel
Plusieurs lieux, édifices et monuments sont là pour rappeler l'Histoire du village :
- Le monument aux morts
- Un vieux séchoir à châtaignes avec son toit en lauzes qui se trouve au cœur du village.
- Le lavoir (U Lavatoghju) est un symbole de la vie communautaire. Il est recouvert de marbre de la Restonica. C’est ici que les femmes du village se retrouvaient pour faire leur lessive.
- A casa di i frati. Appartenant à une classe sociale plus élevée, les prêtres avaient des maisons plus confortables que les autres. Pierre de taille au-dessus des fenêtres.
- A petra di u Moru dite encore A morte di u Moru, rocher gravé d'une croix entourée de 5 petites cavités, symbole d'une bataille qui s'y serait déroulée entre les Maures et les Corses sous les ordres d'un certain Alessiu.

#### Vie associative
Une association San Cristòfalu a été créée le 16 novembre 2001 avec pour objectif, le développement de l'activité touristique par la mise en valeur du patrimoine naturel, culturel et historique de la région. Son projet consiste à remettre en valeur un vieux sentier, le sentier patrimonial d'Erbaghjolu, avec informations sur faune, flore et histoire.
Depuis décembre 2013 Erbajolo est le siège de l'association « Un Pas en Arrière, Deux Pas en Avant » dont l'objet est de remettre en valeur le patrimoine et les techniques anciennes délaissées au cours du temps, dans les villages d'Erbajolo, Focicchia et Altiani.

### Divers
- Le 14 mai 2021, l'astéroïde de la ceinture principale (320065) 2007 EW38 a été baptisé Erbaghjolu en l'honneur du village corse[19].

### Personnalités liées à la commune
- Ignace Swideski. Il fut curé du village pendant 57 ans
- Pasquin Cristofari, colonel de la Légion étrangère
- Capitaine Eugène Cremona (1881 - 1916) tué lors des combats à Bouchavesnes (80) Son Histoire
- Jean-François Luciani, auteur, compositeur et interprète, meme be du groupe I Muvrini

## Pour approfondir